# 玉川料金所
座標: 北緯35度36分00秒 東経139度37分59秒 / 北緯35.60000度 東経139.63306度

玉川料金所

玉川料金所（たまがわりょうきんじょ）は、神奈川県川崎市高津区にある第三京浜道路の本線料金所。
下り線は通過（各出口または料金所で精算）、上り線は通行料金を精算する。

## 道路
- E83 第三京浜道路

## 料金所

### 玉川IC方面
- ブース数：11
  - ETC専用：4
  - 一般：3
  - 閉鎖中：4

## 隣
E83 第三京浜道路
(1) 玉川IC - 玉川TB - (2) 京浜川崎IC